# Verbeitragung
Unter Verbeitragung wird in der deutschen juristischen Fachsprache die Berücksichtigung eines bestimmten Vorgangs in der gesetzlichen Sozialversicherung als beitragswirksam (beitragserhöhend oder -senkend) verstanden.
Wenn beispielsweise eine aus Anlass einer Arbeitsvertragsaufhebung gezahlte Abfindung der Beitragspflicht unterliegt, spricht man vereinfachend von der Verbeitragung der Abfindung. Wird ein Vorgang einer doppelten Beitragspflicht unterworfen, wird von Doppelverbeitragung, im Falle der Unzulässigkeit zuweilen auch von Doppelverbeitragungsverbot gesprochen.
Anlass für diese Wortschöpfung ist, dass die für die Sozialversicherung zu leistenden Abgaben keine Steuern, sondern Versicherungsbeiträge sind, weshalb das Wort Versteuerung auf diese Form der Abgabenerhebung nicht zutrifft.
Das Wort ist in der Hochsprache ungebräuchlich und hat sich – anders als das Wort Versteuerung – dort nicht durchgesetzt. In gesetzlichen Bestimmungen wird es bisher auch nicht verwendet. Es findet sich aber in Verwaltungsvorschriften und in der sozialgerichtlichen Rechtsprechung, vereinzelt auch in Urteilen des Bundessozialgerichts.